# معركة برونانبوره
دارت معركة برونانبوره عام 937 بين أثيلستان، ملك إنجلترا، وتحالف من أولاف غوتفريثسون ملك دبلن، وقسطنطين الثاني ملك اسكتلندا، وأوين ملك ستراثكلايد. غالبًا ما يشار إلى المعركة على أنها أساس منشأ القومية الإنجليزية: يقول مؤرخون مثل مايكل ليفينغستون إن «الرجال الذين قاتلوا وماتوا في هذا المجال صاغوا خريطة سياسية للمستقبل، ما يجعل معركة برونانبوره واحدة من أهم المعارك في التاريخ الطويل وليس فقط في إنجلترا، بل من الجزر البريطانية بأكملها».
غُزيت اسكتلندا من قبل أثيلستان في عام 934، وربما كان السبب انتهاك قسطنطين معاهدة سلام، فأصبح من الواضح أنه لا يمكن هزيمة أثيلستان إلا عن طريق تحالف يشكله أعدائه. قاد أولاف قسطنطين وأوين في التحالف. في أغسطس 937 أبحر أولاف وجيشه من دبلن للانضمام إلى قسطنطين وأوين، ولكن دُحر الغزاة في المعركة عند مواجهة أثيلستان. تروي قصيدة معركة برونانبوره في الوقائع الأنجلوسكسونية أنه «لم يُقتل عدد كبير من الناس قبل ذلك في حروب... منذ ظهور الأنجلس والساكسونيين على البحر الرئيسي».
حافظ انتصار أثيلستان على وحدة إنجلترا فكتب المؤرخ أثيلويريد بنحو عام 975 أنه «دمج حقول بريطانيا في حقل واحد، وكان هناك سلام في كل مكان، ووفرة من كل شيء». وصف ألفريد سميث المعركة بأنها «أعظم معركة منفردة في التاريخ الأنجلوسكسوني قبل موقعة هستينكش». مكان المعركة غير معروف وسبق واقترح العلماء عدد من الأماكن.

## التداعيات
منع انتصار أثيلستان حل إنجلترا، لكنه فشل في توحيد الجزيرة. بقيت اسكتلندا وستراثكلايد مستقلتين. كتب فوت أن «المبالغة في أهمية هذا النصر أمر صعب». كتب ليفينغستون أن المعركة كانت «اللحظة التي أصبحت فيها اللغة الإنجليزية مهمة» و «واحدة من أهم المعارك في التاريخ الطويل ليس فقط من انكلترا بل في الجزر البريطانية بأكملها». أطلق ألفريد سميث على المعركة اسم «أعظم معركة منفردة في التاريخ الأنغلوسكسوني قبل هستينكش»، الذي يقول إن عواقبها بعد عهد أثيلستان مبالغ فيها.
يصف أليكس وولف بأن النصر بيروسي أو باهظ الثمن لأثيلستان: انتهت الحملة ضد التحالف الشمالي بطريق مسدود، وتراجعت سيطرته على الشمال، وبعد وفاته ضم أولاف مملكة نورثمبريا دون مقاومة. في عام 954، فقد الإسكندنافيون أراضيهم في يورك ونورثمبريا، مع وفاة إريك بلوداكس. فشل طموح أثيلستان في توحيد الجزيرة. استعادت مملكتا اسكتلندا وستراثكلايد استقلالهما، وبقيت بريطانيا العظمى مقسمة لقرون قادمة. كتب أثيلويريد في أواخر القرن التاسع، وقال إن المعركة «ما زالت تسمى المعركة الكبرى من قبل عامة الناس» وأنه «دمج حقول بريطانيا في حقل واحد، وكان هناك سلام في كل مكان، ووفرة من كل شيء». 